# Вільнев Євген Францович
Євгеній Францович де Вільнев (фр. Eugène de Villeneuve ) (1803, Франція - не раніше 1879, Феодосія, Таврійська губернія) - історик, археолог, з 1849 року хранитель Феодосійського музею старожитностей, член Одеського товариства історії та старожитностей .

## Біографія
Євген Францович де-Вільнев ( Eugène de Villeneuve ) народився у дворянській сім'ї у Франції в 1803 році. Подробиць його дитинства та юності поки що не знайдено. За віросповіданням — католик. Навчався і деякий час працював у Паризькому історичному інституті. У 1837 році переїхав до Російської імперії на постійне місце проживання. З 10 березня 1839 року працював учителем французької мови в Таганрозькій гімназії, з 1840 року - викладачем без платні в повітовому училищі. У 1842 році в Новочеркаському військовому правлінні Е. де Вільнев присягнув на підданство Російської імперії. В 1843 році отримав чин колезького секретаря, а в 1844 році - титулярного радника. Служив у Міністерстві внутрішніх справ при медичному департаменті. У 1845 році він був відряджений до Одеського карантину, наглядав над роботами знезараження. З Одеси 5 липня 1848 року Вільнев був переведений у карантин Феодосії "неодмінним членом" .
У Феодосії Вільнев виявив інтерес до археологічних знахідок, виявлених у місті та його окрузі, активно співпрацював із представниками Одеського товариства історії та старожитностей, членом якого став у 1852 році. 5 серпня 1849 року Таврійський губернатор призначив Вільнева з його власної ініціативи завідувачем Феодосійським музеєм старовин (на безоплатній основі). За посередництвом Вільнева відповідно до указу Новоросійського та Бессарабського генерал-губернатора князя М. С. Воронцова від 31 травня 1851 року музей було передано у відання Одеського товариства історії та старожитностей .
Стараннями Є. Ф. де Вільнева за півтора десятка років музей перетворився на серйозний на той час заклад, який займався збиранням раритетів, охороною пам'яток історії та культури у Феодосії та її окрузі, археологічними розкопками. Музей був удостоєний відвіданням імператора Олександра ІІ 10 вересня 1861 року. Старанням відомого художника та мецената Івана Айвазовського музей отримував пожертвування, а вже після відставки Вільнева та нову будівлю у 1871 році. У 1865 році Вільнев залишив посаду директора музею. Прохання було подано 17 жовтня 1864 року за сімейними обставинами .
1848 році відбулося знайомство Вільнева з художником, також французького походження, Вікентієм Руссеном. На той час В. О. Руссен вже склався як художник романтичного спрямування. Незабаром вони потоваришували, незважаючи на значну різницю у віці. Руссен був помічником Вільнева під час його археологічних досліджень у Феодосії та за її межами. З 1856 року вони були товаришами по службі по Феодосійському карантину .
Точна дата смерті відставного директора невідома, але за непрямими архівними даними вона сталася не раніше 1879 .

## Сім'я
Дружина (з 1842) - православна, до шлюбу Ангеліка Анастасьєва .

## Дослідження та публікації
У 1852 році брав участь у розкопках, що проводилися відомим археологом та нумізматом князем А. А. Сибірським. Було знайдено багато золотих речей, теракотових предметів, монет. Частина знахідок потрапила до Феодосійського музею старожитностей та Одеського археологічного музею, основні ж речі прикрасили колекцію імператорського Ермітажу. Розкопки підтвердили, що на місці середньовічної Кафи справді була антична Феодосія. Вільнев у 1858 році також відправив до Одеси промальовки з генуезькими написами та гербами із Судакської фортеці .
У 1853-1858 роках у Парижі виходив підготовлений завідувачем Феодосійським музеєм старожитностей Є. Ф. де Вільньовим «Історичний та художній альбом Тавриди», що включав 35 літографій Руссена з видами та історико-архітектурними пам'ятниками Феодосії, Судака, Карагоза, Алушти, Гурзуфа, Інкермана, Балаклави. До альбому увійшли також три літографії Івана Айвазовського , який всіляко підтримував авторів та одна схема авторства  Флав'єна. Вільневу вдалося надрукувати кілька його випусків у Франції, що входила до коаліції держав, що воювали в той період з Росією в ході Східної (Кримської) війни. Можливо, йому допомогли його родичі, які жили у Франції. Альбом нині є бібліографічна рідкість і цінне джерело з історії та архітектури Криму. Окремі його екземпляри, що є в російських та зарубіжних бібліотеках, збереглися в розрізненому вигляді .
Вченими Кримського федерального університету ім. В. І. Вернадського — професором Е. Б. Петрової та О. В. Карпенком, спільно з директором музею стародавностей А. Євсєєвим було підготовлено в 2015 році видання альбому російською мовою з науковими коментарями. Основою видання став екземпляр альбому з бібліотеки музею стародавностей Феодосії. В альбомі представлені літографії архітектурних та історичних пам'яток Криму, зняті з природи в середині XIX століття. Відсутні частини тексту та ілюстрації взяті з екземплярів, що знаходяться у бібліотечних зборах Росії та України. Вперше публікуються малюнки Руссена із фондів Феодосійського музею старожитностей .
- Villeneuve E. Album historique et pittoresque de la Tauride – Vol. 1 - 25. — Paris, 1858. — 200 с.
- Villeneuve E. Atelier de peinture a Theodosie. Soiree asiatique // Journal d`Odessa. — 1850. — No 16 (25 mars). — P. 1 – 3.
- Вильнѐв Е. Ф. Наблюдение в Феодосии // Одесский вестник. — 1851. — Число 11. — Август. — С. 212—214.